# Tulipa praestans
Tulipa praestans — вид багаторічних цибулинних рослин з роду Тюльпан родини Лілійних. Ендемік Паміро-Алая, близький родич широко відомого T. fosteriana. Обмежено використовується в культурі як первоцвіт відкритого ґрунту (клас 15 єдиної класифікаційної системи — «Ботанічні тюльпани»).

## Опис
Цибулина, діаметром до 2 см, покрита темною, шкірястою лускою, що криє, її верхівка покрита прилеглими рудими волосками. T. praestans відрізняється від традиційних сортових тюльпанів тим, що щорічний цикл заміщення цибулини у статевозрілих рослин відбувається за зразком, характерним для молодих тюльпанів. Щороку відцвіла цибулина викидає убік «головний» столон, на кінці якого розвивається основна цибулина, що заміщає. На інших столонах одночасно з нею розвиваються цибулини-дітки. Такий спосіб розселення характерний саме для паміро-алайських видів — T. lanata, T. carinata та природних форм T. fosteriana.
Висота стебла від поверхні ґрунту, за З. П. Бочанцевою — до 60 см, культурні сорти зазвичай низькорослі — близько 20 см. Дорослі рослини в культурі зазвичай багатоквіткові, що утворюють кілька стебел від однієї цибулини. У верхній частині стебла покриті білими волосками й пофарбовані антоціаном. У рослин з одним стеблом 3-4 листки, рідко 5-6 (у багатостеблових екземплярів більше). Листя, за описом Бочанцевої, «відхилені, розставлені, світло-зелені, трохи сивуваті, не кучеряві», до 25 см завдовжки. Зовнішні листочки оцвітини (пелюстки) зовні оранжево-червоні, зверху — з сизим або малиновим відтінком, знизу — з жовтою плямою. Внутрішні пелюстки зовні оранжево-червоні, біля основи — майже жовті. Усередині всі пелюстки майже рівномірно пофарбовані оранжево-червоним кольором. Довжина пелюстки досягає 7 см. Пильовики квіток жовтого, фіолетового або бордового кольорів, пилок сірий, фіолетовий або малиновий. Плід — коробочка оранжево-солом'яного кольору, до 4,3 см заввишки й 2,8 см завширшки. Насіння темно-коричневе, 7×6 мм, видимий для ока зародок насіння — світлішого тону. Насіння проростає (навіть за мірками роду Тюльпан) повільно: в експериментальних умовах Ташкентського ботанічного саду перші ознаки сходів з'являлися через 142 дні після посіву.

## Селекція та культура
T. praestans — диплоїд з 24 хромосомами в ядрі (основне гаплоїдне число роду Тюльпан — 12). Особливість каріотипу цього виду — незвичайна для тюльпанів однорідність зовнішньої форми хромосом, товстих та укорочених щодо хромосом інших видів. Схожі властивості мають також споріднені паміро-алайські види T. carinata та T. subpraestans.

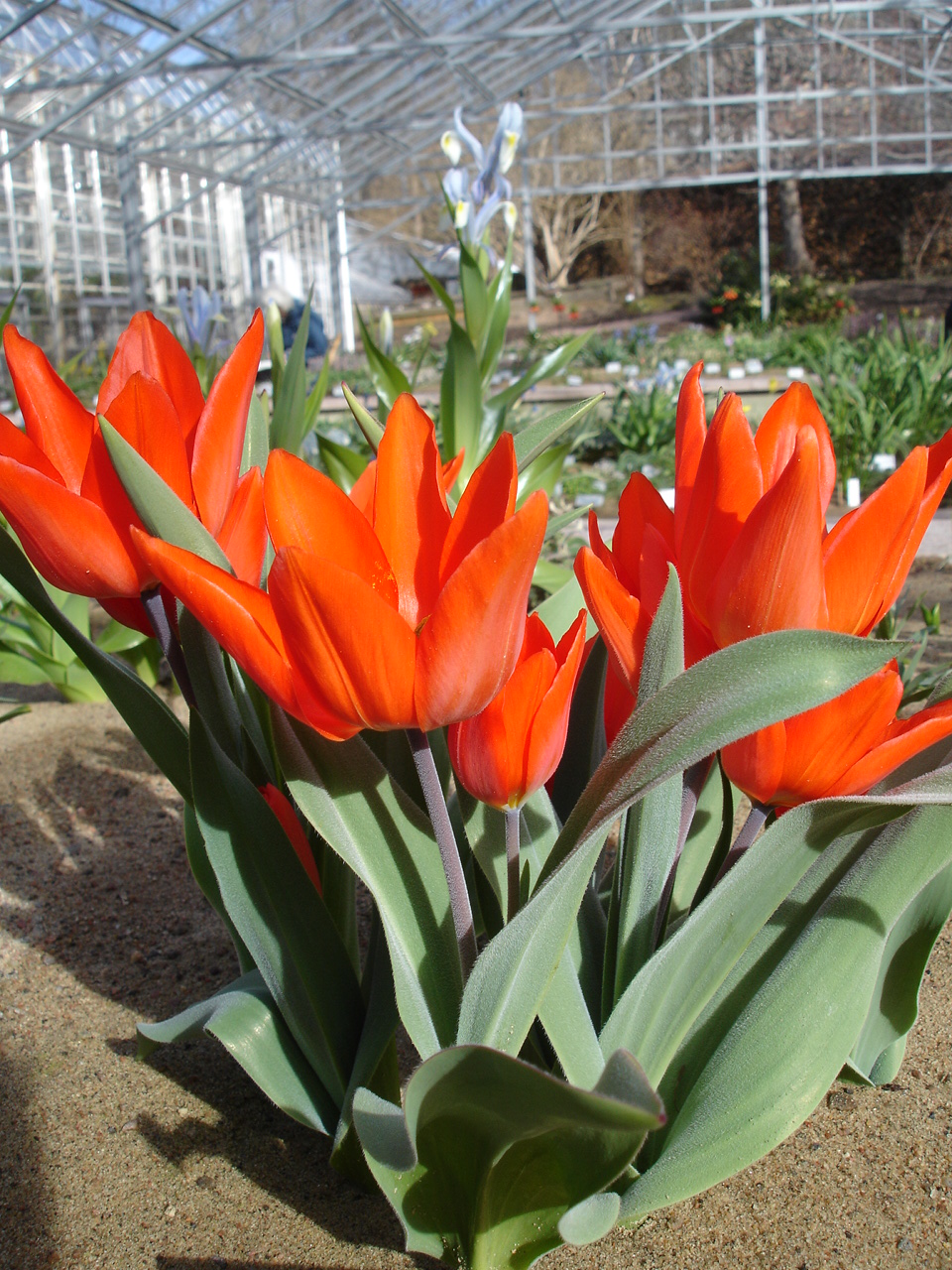
Вид Fusilier

У реєстрі нідерландського Королівського товариства цибулинних культур (KAVB) зареєстровано 12 сортів та форм T. praestans. У культурі найпоширеніші сорти:
- Fusilier селекції Яака Розена (1939) — багатоквітковий низькорослий (до 25 см) первоцвіт з темно-червоними квітками;
- Unicum селекції CA Вердегаал (1975) — багатоквітковий низькорослий з червоними квітками й контрастною білою облямівкою по краях листя;
- Shogun селекції бр. Рюйтеров (2000) — багатоквітковий середнього зросту (до 35 см), зі світло-оранжевими або оранжево-жовтими квітками;
- Van Tubergen's variety — багатоквітковий, низькорослий з червоними квітками.

Селекціонери неодноразово намагалися повторити з T. praestans вдалий досвід гібридизації T. fosteriana, але зазнали невдачі. При перехресному запиленні T. praestans та T. gesneriana запліднення відбувається, але зародок завжди гине на ранніх стадіях розвитку.